# Franco Bitossi
Franco Bitossi (ur. 1 września 1940 w Carmignano) – włoski kolarz szosowy i przełajowy, dwukrotny medalista szosowych mistrzostw świata.

## Kariera
Największy sukces w karierze Franco Bitossi osiągnął w 1972 roku, kiedy zdobył brązowy medal w wyścigu ze startu wspólnego podczas szosowych mistrzostw świata w Gap. W zawodach tych wyprzedził go jedynie jego rodak Marino Basso, a trzecie miejsce zajął Francuz Cyrille Guimard. W tej samej konkurencji był trzeci na rozgrywanych mistrzostwach świata w San Cristóbal. Uległ tam jedynie innemu Włochowi, Francesco Moserowi oraz Dietrichowi Thurau z RFN. Ponadto zajął między innymi drugie miejsce w Giro di Romagna w 1964 roku, pierwsze w Mistrzostwach Zurychu i Tour de Suisse oraz trzecie w Giro dell’Emilia w 1965 roku, pierwsze w Giro di Lombardia i Tirreno-Adriático oraz drugie w wyścigu Mediolan-Turyn w 1967 roku, pierwsze w Mistrzostwach Zurychu i Mediolan-Turyn w 1968 roku, wygrał Giro di Lombardia, Giro dell’Emilia i Volta Ciclista a Catalunya w 1970 roku, wygrał Giro di Romagna i zajął drugie miejsce w Giro di Lombardia rok później, wygrał Giro di Campania i Giro di Puglia oraz był drugi w Mediolan-Turyn w 1972 roku, zwyciężył w Giro del Veneto i Giro dell’Emilia w 1973 roku, wygrał też Trofeo Matteotti i Giro di Romagna w 1974 roku, Trofeo Laigueglia i Giro del Friuli rok później, a w 1977 roku zwyciężył w Gran Premio Città di Camaiore. Wielokrotnie startował w Giro d’Italia, łącznie wygrywając 21 etapów. W klasyfikacji generalnej najlepszy wynik osiągnął w latach 1965 i 1970, kiedy był siódmy. Ponadto w latach 1964-1966 wygrywał klasyfikację górską, a w latach 1969 i 1970 był najlepszy w klasyfikacji punktowej. W 1966 roku wystartował w Tour de France, wygrywając dwa etapy i zajmując siedemnastą pozycję w klasyfikacji generalnej. Dwa lata później także wygrał dwa etapy oraz klasyfikację punktowa i kombinowaną, a w klasyfikacji generalnej był ósmy. Nigdy nie wystąpił na igrzyskach olimpijskich. Startował także w kolarstwie przełajowym, zdobywając między innymi mistrzostwo Włoch w latach 1977 i 1978. W 1978 roku zakończył karierę.